# Schwarzenbach, Luzern
Schwarzenbach är en ort i kommunen Beromünster i kantonen Luzern i Schweiz. Den ligger cirka 10,5 kilometer nordost om Sursee och cirka 21,5 kilometer nordväst om Luzern. Orten har cirka 250 invånare (2023).
Orten var före den 1 september 2004 en egen kommun, men inkorporerades då i kommunen Beromünster.